# Розета Хайдари
Розета Хайдари (на албански: Rozeta Hajdari) е косовска политичка и икономистка от албански произход. След дълга кариера в чуждестранни организации за развитие през 2020 г. тя включена в правителството на Албин Курти като безпартийна. Била е министър на икономиката, заетостта, търговията, промишлеността, предприемачеството и стратегическите инвестиции (4 февруари 2020 – 3 юни 2020), а от 22 март 2021 г. тя е министър на промишлеността, предприемачеството и търговията на Косово.

## Биография
Родена е на 10 юни 1974 г. в село Ракоц, Социалистическа република Сърбия, СФРЮ. Учи икономика в Прищинския университет и завършва магистърската си степен в университета „Линей“ във Векшьо, Швеция.
Работи повече от две десетилетия с международни агенции за развитие, правителствени и бизнес организации в областта на икономиката, образованието, управлението, реформата на публичната администрация и европейската интеграция. Отговаряла е за институционалното изграждане, планирането и координацията на политиката, изпълнението, мониторинга и оценката.
Преподава курсове по икономика и управление в университета „Хаджи Зека“ в Печ и в Рочестърския технологичен институт на Косово в Прищина.
През февруари 2020 г. тя е назначена за министър на икономиката, заетостта, търговията, индустрията, предприемачеството и стратегическите инвестиции в първото правителство на Албин Курти. След като поема ресорите на пет бивши министерства, започват да я наричат „суперминистър“. По време на краткия си мандат тя уволнява директорите на десет публични предприятия, предлага мерки за реципрочност на търговията срещу Сърбия, работи по план за събиране на плащания за електроенергия в Северно Косово и съдейства за мерките срещу пандемията от COVID-19.
Въпреки че остава безпартийна, на парламентарните избори през 2021 г. се кандидатира за депутат от партия „Самоопределение“. След първата сесия на парламента се отказва от депутатското си място, за да стане министър на индустрията, предприемачеството и търговията във второто правителство на Албин Курти през март 2021 г.
През първата си година на поста тя предлага 11 закона, контролира участието на Косово в световното изложение „ЕКСПО Дубай 2020“ и предприема важни реформи в своя отдел. Нейният фокус е реформата на индустриалната политика и насърчаването на инвестициите.